# Diego García (cestista)
Diego Damián García (San Cristóbal, 15 luglio 1979) è un ex cestista argentino.

## Carriera
Con l'Argentina ha disputato i Campionati americani del 2009.